# Émile Aillaud
Émile Aillaud (* 18. Januar 1902 in Mexiko; † 29. Dezember 1988 in Paris) war ein französischer Architekt.

## Leben
Aillaud begann nach dem Schulbesuch 1921 ein Studium der Architektur und Schönen Künste in den Ateliers von Georges Gromort und Louis Arretche sowie anschließend an der École nationale supérieure des beaux-arts de Paris (ENSBA Paris), die er 1928 mit einem Diplom abschloss. Danach war er als Architekt tätig und schuf einen Pavillon für die Weltfachausstellung Paris 1937. In den folgenden Jahren entwarf er Gebäude für Städte wie Creutzwald und Arras, aber auch Großwohnsiedlungen nach der 1933 beschlossenen Charta von Athen (CIAM) über die sogenannte „funktionale Stadt“ wie in Bobigny (1954 bis 1960), Pantin (1957 bis 1964), Forbach (1960 bis 1965), Grigny (1964 bis 1971) und Chanteloup-les-Vignes (1971 bis 1975).
Sein bekanntester Entwurf war insbesondere das nach ihm benannte und 1977 errichtete Hochhausensemble Tours Aillaud im Büroviertel La Défense in der Pariser Vorstadt Nanterre sowie die Neugestaltung des Quartier des Halles.
Nach seinem Tode fand von 1989 bis 1990 eine Ausstellung seiner Skizzen und Entwürfe in Paris unter dem Titel Exposition Emile Aillaud, Oeuvres Graphiques statt.
Sein Sohn war der Maler, Grafiker und Bühnenbildner Gilles Aillaud.